# Brad Davis (cestista)
Bradley Ernest Davis, detto Brad (Monaca, 17 dicembre 1955), è un ex cestista e allenatore di pallacanestro statunitense, professionista nella NBA.
È il fratello di Mickey Davis.

## Carriera
Venne selezionato dai Los Angeles Lakers al primo giro del Draft NBA 1977 (15ª scelta assoluta).

## Palmarès

### Squadra
- Coppa Intercontinentale: 1

Maryland Terrapins: 1974

### Individuale
- All-WBA Second Team (1979)
- Campione CBA (1980)
- CBA Newcomer of the Year (1980)
- All-CBA Second Team (1980)
- La sua maglia nº 15 è stata ritirata dai Mavericks il 14 novembre 1991. È stato il primo giocatore dei Mavs a ricevere questo onore.